# Jumellea
Jumellea là một chi phong lan với khoảng 40 loài bản địa ở Madagascar, Comoros, Mascarenes và Đông Phi. Trong trồng trọt, chi này được viết tắt là Jum. Tên chi được đặt theo tên nhà thực vật học người Pháp H. L. Jumelle.

## Các loài
1. Jumellea ambrensis H.Perrier, Notul. Syst. (Paris) 7: 61 (1938).
2. Jumellea amplifolia Schltr., Repert. Spec. Nov. Regni Veg. Beih. 33: 288 (1925).
3. Jumellea angustifolia H.Perrier, Notul. Syst. (Paris) 7: 53 (1938).
4. Jumellea anjouanensis (Finet) H.Perrier, in Fl. Madag. 49(2): 170 (1941).
5. Jumellea arachnantha (Rchb.f.) Schltr., Beih. Bot. Centralbl. 33(2): 428 (1915).
6. Jumellea arborescens H.Perrier, Notul. Syst. (Paris) 7: 58 (1938).
7. Jumellea bathiei Schltr., Repert. Spec. Nov. Regni Veg. Beih. 33: 290 (1925).
8. Jumellea brachycentra Schltr., Repert. Spec. Nov. Regni Veg. Beih. 33: 291 (1925).
9. Jumellea brevifolia H.Perrier, Notul. Syst. (Paris) 8: 44 (1939).
10. Jumellea comorensis (Rchb.f.) Schltr., Beih. Bot. Centralbl. 33(2): 428 (1915).
11. Jumellea confusa (Schltr.) Schltr., Beih. Bot. Centralbl. 33(2): 429 (1915).
12. Jumellea cowanii (Ridl.) Garay, Bot. Mus. Leafl. 23: 183 (1972).
13. Jumellea cyrtoceras Schltr., Repert. Spec. Nov. Regni Veg. 15: 335 (1918).
14. Jumellea dendrobioides Schltr., Repert. Spec. Nov. Regni Veg. Beih. 33: 292 (1925).
15. Jumellea densifoliata Senghas, Adansonia, n.s., 4: 308 (1964).
16. Jumellea divaricata (Frapp. ex Cordem.) Schltr., Beih. Bot. Centralbl. 33(2): 429 (1915).
17. Jumellea exilis (Cordem.) Schltr., Beih. Bot. Centralbl. 33(2): 429 (1915).
18. Jumellea flavescens H.Perrier, Notul. Syst. (Paris) 7: 63 (1938).
19. Jumellea fragrans (Thouars) Schltr., Orchideen: 609 (1914).
20. Jumellea francoisii Schltr., Repert. Spec. Nov. Regni Veg. Beih. 33: 294 (1925).
21. Jumellea gladiator (Rchb.f.) Schltr., Beih. Bot. Centralbl. 33(2): 429 (1915).
22. Jumellea gracilipes Schltr., Repert. Spec. Nov. Regni Veg. 18: 324 (1922).
23. Jumellea gregariiflora H.Perrier, Notul. Syst. (Paris) 8: 45 (1939).
24. Jumellea hyalina H.Perrier, Notul. Syst. (Paris) 7: 54 (1938).
25. Jumellea ibityana Schltr., Repert. Spec. Nov. Regni Veg. Beih. 33: 296 (1925).
26. Jumellea intricata H.Perrier, Notul. Syst. (Paris) 7: 62 (1938).
27. Jumellea jumelleana (Schltr.) Summerh., Kew Bull. 6: 472 (1951 publ. 1952).
28. Jumellea lignosa (Schltr.) Schltr., Beih. Bot. Centralbl. 33(2): 429 (1915).
29. Jumellea linearipetala H.Perrier, Notul. Syst. (Paris) 7: 56 (1938).
30. Jumellea longivaginans H.Perrier, Notul. Syst. (Paris) 7: 56 (1938).
31. Jumellea majalis (Schltr.) Schltr., Beih. Bot. Centralbl. 33(2): 429 (1915).
32. Jumellea major Schltr., Repert. Spec. Nov. Regni Veg. Beih. 33: 298 (1925).
33. Jumellea marojejiensis H.Perrier, Notul. Syst. (Paris) 14: 161 (1951).
34. Jumellea maxillarioides (Ridl.) Schltr., Repert. Spec. Nov. Regni Veg. Beih. 33: 299 (1925).
35. Jumellea nutans (Frapp. ex Cordem.) Schltr., Beih. Bot. Centralbl. 33(2): 430 (1915).
36. Jumellea ophioplectron (Rchb.f.) Schltr., Beih. Bot. Centralbl. 33(2): 430 (1915).
37. Jumellea pachyceras Schltr., Repert. Spec. Nov. Regni Veg. Beih. 33: 299 (1925).
38. Jumellea pachyra (Kraenzl.) H.Perrier, in Fl. Madag. 49(2): 177 (1941).
39. Jumellea pandurata Schltr., Beih. Bot. Centralbl. 34(2): 334 (1916).
40. Jumellea papangensis H.Perrier, Notul. Syst. (Paris) 7: 57 (1938).
41. Jumellea penicillata (Cordem.) Schltr., Beih. Bot. Centralbl. 33(2): 430 (1915).
42. Jumellea peyrotii Bosser, Adansonia, n.s., 10: 95 (1970).
43. Jumellea phalaenophora (Rchb.f.) Schltr., Beih. Bot. Centralbl. 33(2): 430 (1915).
44. Jumellea porrigens Schltr., Repert. Spec. Nov. Regni Veg. Beih. 33: 300 (1925).
45. Jumellea punctata H.Perrier, Notul. Syst. (Paris) 7: 64 (1938).
46. Jumellea recta (Thouars) Schltr., Beih. Bot. Centralbl. 33(2): 430 (1915).
47. Jumellea rigida Schltr., Repert. Spec. Nov. Regni Veg. Beih. 33: 301 (1925).
48. Jumellea rossii Senghas, Orchidee (Hamburg) 18: 244 (1967).
49. Jumellea sagittata H.Perrier, Notul. Syst. (Paris) 7: 52 (1938).
50. Jumellea similis Schltr., Repert. Spec. Nov. Regni Veg. Beih. 33: 302 (1925).
51. Jumellea spathulata (Ridl.) Schltr., Repert. Spec. Nov. Regni Veg. Beih. 33: 329 (1925).
52. Jumellea stenoglossa H.Perrier, Notul. Syst. (Paris) 14: 162 (1951).
53. Jumellea stenophylla (Frapp. ex Cordem.) Schltr., Beih. Bot. Centralbl. 33(2): 430 (1915).
54. Jumellea stipitata (Frapp. ex Cordem.) Schltr., Beih. Bot. Centralbl. 33(2): 430 (1915).
55. Jumellea teretifolia Schltr., Repert. Spec. Nov. Regni Veg. Beih. 33: 303 (1925).
56. Jumellea usambarensis J.J.Wood, Kew Bull. 37: 77 (1982).
57. Jumellea walleri (Rolfe) la Croix, Bot. Mag. 17: 214 (2000).
58. Jumellea zaratananae Schltr., Repert. Spec. Nov. Regni Veg. Beih. 33: 305 (1925).

## Hình ảnh

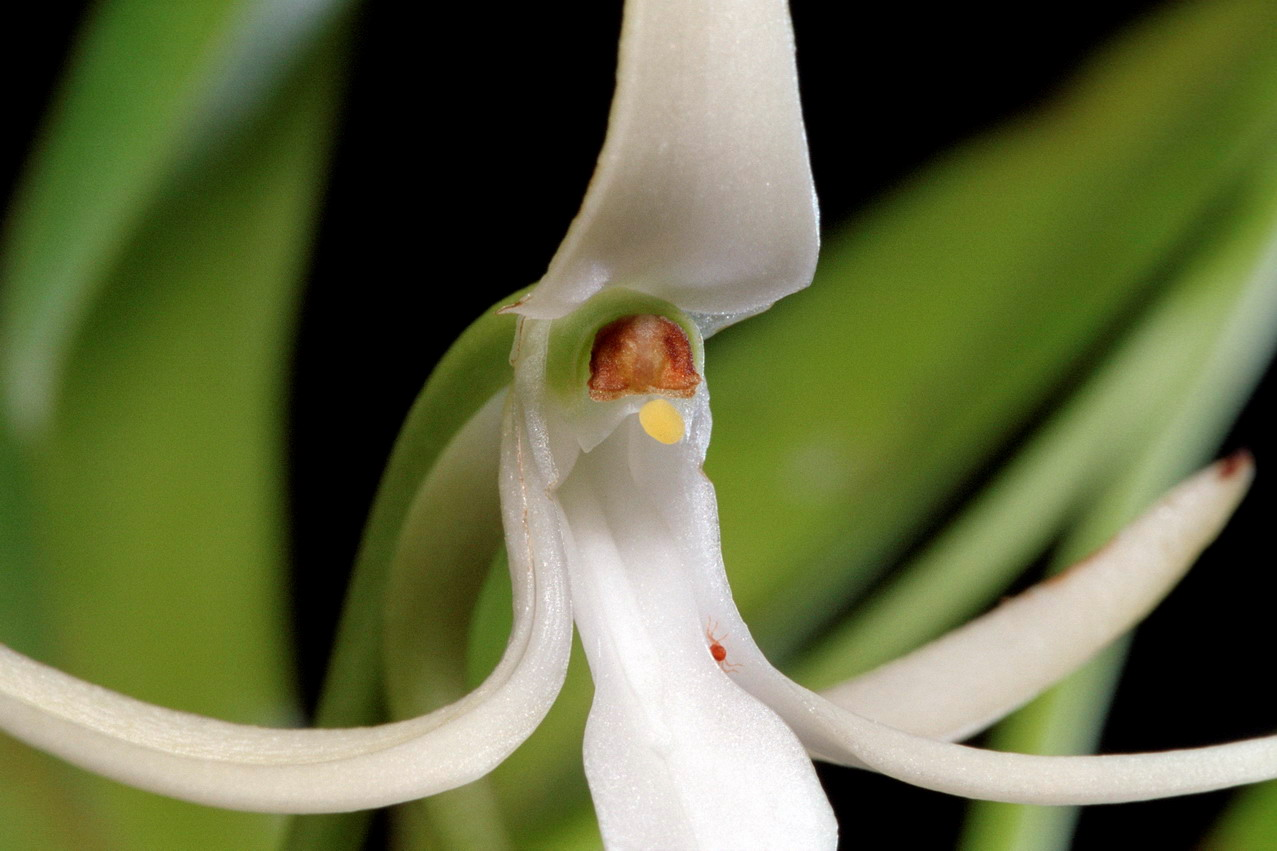
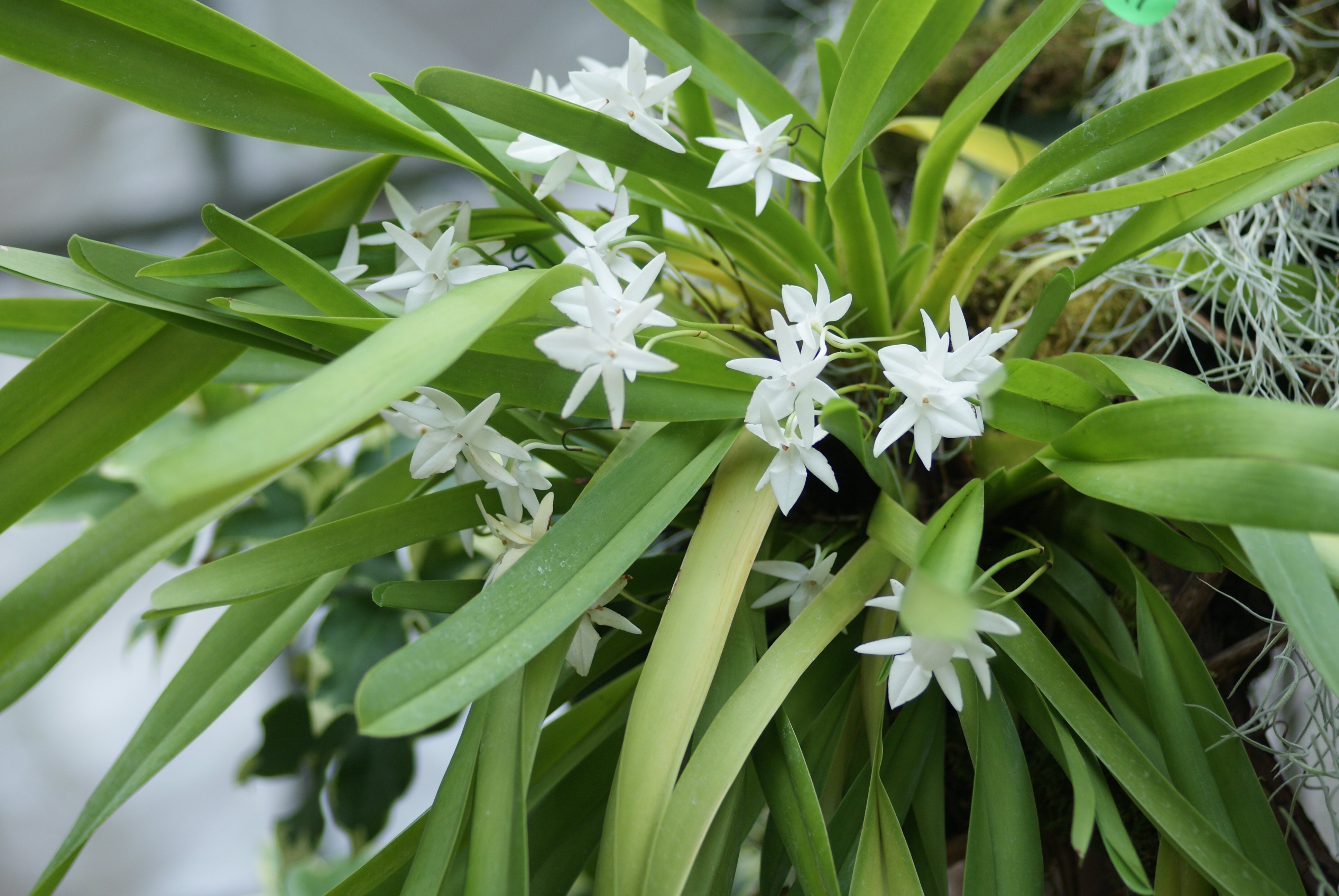